# テターボロ駅
テターボロ駅（Teterboro）は、ニュージャージー州バーゲン郡テターボロにあるニュージャージー・トランジットの駅。

## 概要
ニュージャージー・トランジットのパスカック・バレー線の駅である。この駅からニュージャージー州ホーボーケン駅までを結んでいる。

## パーキング
なし

## 接続
なし